# Вульфила
Вульфи́ла (Ульфила; гот. 𐍅𐌿𐌻𐍆𐌹𐌻𐌰/Wulfila, др.-греч. Οὐλφίλας, Οὐρφίλας, лат. Ulfilas, Vulfilas, Gulfilas, Ulphilas) — епископ готов, создатель готского алфавита.

## Биография
По свидетельству Филосторгия (ок. 360 — ок. 430 гг.), он не был чистокровным готом, а происходил от пленных, по-видимому, ариан Каппадокии, вывезенных дунайскими готами (около 267 года) во время их набега на Малую Азию, в Садоголтины. Не подлежит, однако, сомнению, что его семья вполне сжилась с новой средой, поэтому сам Вульфила, родившийся и воспитанный в стране готов, может считаться членом готской народности. На это указывает и его готское имя (Wulfila, «волчонок», уменьшительное от Wulfs, «волк»; ср. нынешние немецкие фамилии Wolfel, Wölflein; формы Ulfila и т. д. возникли под влиянием греческой орфографии).
По словам его ученика Авксентия, епископа Доростольского (то есть Силистрии), Вульфила до тридцатилетнего возраста был чтецом при одной из немногочисленных христианских церквей в земле вестготов.
Около 341 года он участвовал в посольстве, посланном его соотечественниками к императору Констанцию. Во время пребывания в Константинополе он был выбран епископом готов и рукоположён Евсевием Никомедийским не позже весны 341 г., времени смерти Евсевия.
Вернувшись на родину, он деятельно взялся за проповедь христианства. Когда около 348 года в стране вестготов начались преследования христиан со стороны Атанариха, могущественнейшего из вестготских князей, то Вульфила, став во главе своих единоверцев, вывел последних через Дунай в Мёзию. Император Констанций принял переселенцев очень ласково и отвел им земли около Никополя, где они основали общину с патриархальным устройством, во главе которой стоял сам Вульфила и, по его смерти, его преемники (см. «Готы мёзийские»). В 360 году он принимал, вероятно, участие в арианском соборе в Константинополе.
Когда православие стало вновь брать верх над арианством, Вульфила, державшийся последнего, по собственным его словам в завещании, всю свою жизнь тщетно старался побудить императора Феодосия к созыву собора для решения спора между православием и арианством. В 381 году был издан закон, по которому арианам запрещались диспуты по вопросам веры. Тем не менее, в 383 году Феодосий сделал последнюю попытку примирить арианство с православием, созвав собор в Константинополе, — к которому был приглашен и Вульфила. Явившись в Константинополь, последний умер здесь, вероятно, летом 383 года. По другому, менее вероятному мнению, его смерть последовала уже в 381 году.
Симеон Метафраст высоко отзывается о Вульфиле, называя его учёнейшим и мудрым человеком. Симеон сообщает о том, что Вульфила был вместе с первым епископом готов Феофилом на Никейском соборе в 325 году; а затем Вульфила принимал участие в заседаниях Первого Константинопольского собора в 381 году.
Вульфила играет выдающуюся роль в истории своего народа. Его, апостола готов, император Констанций, сын Константина Великого, называл «Моисеем готов». Блестящие дарования и обширная учёность (он писал и проповедовал на трёх языках: готском, греческом и латинском) соединялись в нём с замечательной энергией. Не ограничиваясь пастырскою деятельностью, он играл и видную политическую роль.

## Перевод Священного Писания
Наиболее важным делом Вульфилы, согласно косвенному утверждению древних церковных историков и эклезиастов, был его перевод Священного Писания на готский язык (см. «Готская Библия»). В настоящее время установлено, что перевод Библии на готский язык осуществлён несколькими переводчиками.
Имея Священное Писание, а стало быть, и богослужение на родном языке, готы могли испытывать облагораживающее культурное влияние христианского учения. Перевод, вероятно, выполнен под руководством Вульфилы, получил широкое распространение и перешёл ко всем другим отраслям готского народа. Дошедшие до нас отрывки его относятся к началу VI века и написаны в Италии, в эпоху высшего процветания остготской власти на полуострове. Когда именно Вульфила взялся за перевод Священного Писания, неизвестно.
Высказано предположение, что тот факт, что он из лекторов — низшей церковной должности — был назначен непосредственно епископом, минуя степени дьякона и пресвитера, указывает, по-видимому, на то, что он уже до этого (341 год) обратил на себя внимание высших сановников церкви каким-либо выдающимся делом: может быть, это был именно предпринятый им перевод Священного Писания. Однако особенности языка готской Библии однозначно указывают на коллективный характер перевода. До нас дошли значительные отрывки всех четырёх Евангелий (Евангелие от Марка — целиком) и Посланий (Второе послание к Коринфянам — целиком), но лишь очень незначительные остатки перевода Ветхого Завета (книги Ездры и Неемии).
Некоторые факты, однако, указывают на существование перевода Пятикнижия Моисея, книги пророка Иезекииля и книги Маккавеев. По преданию, Вульфила перевёл всё Священное Писание, за исключением книг Царств, так как он не хотел возбуждать ещё больше уже без того воинственный дух своего народа. Сохранившиеся отрывки Нового Завета в разных частях выявляют неодинаковое качество перевода и системную вариативность в употреблении слов, морфологических элементов и синтаксических конструкций; они, несомненно, относятся к разным переводчикам. Поэтому Вульфилианскую теорию авторства готского перевода Библии можно расценивать только как церковную легенду.
Дошедшие до нас отрывки Ветхого Завета так сильно отступают во фразеологии от Евангелий и Посланий, что нельзя не узнать в них руку другого переводчика. Конечно, возможно также, что в какой-то мере отклонения внесены в этот текст позднейшей обработкой. Согласно преданию, Вульфиле принадлежит почин в переводе Библии на готский язык и что он лично перевёл, по крайней мере, Евангелие и часть Посланий. Более вероятно, он воспитал учеников и помощников, которые и исполнили перевод, вдохновлённый и, возможно, начатый им. Ещё около 390 года два готских священника (Sunnia и Frexela) обращаются к св. Иерониму с просьбой объяснить им некоторые вопросы касательно текста и перевода Псалтири; над переводом последней, очевидно, ещё трудились в то время, то есть уже после смерти Вульфилы.
Нужно было прежде всего создать азбуку, которая могла бы передавать все звуки готского языка и собственных имён, встречающихся в Священном Писании. Готы имели уже рунические письмена, но их, с одной стороны, было недостаточно, а с другой — их связь с обрядами языческого культа делала применение их при переводе Библии нежелательным. Вследствие этого Вульфила создал собственную азбуку, в основе которой лежат греческие письмена его времени, дополненные некоторыми знаками латинского и рунического алфавитов. Ветхий Завет был переведён на готский язык с греческого перевода (Септуагинта), а Новый — с греческого оригинала, причём замечается и некоторое влияние латинского перевода.
Судя по дошедшим до нас отрывкам, Вульфила как вдохновитель перевода Библии на готский язык и исполнители перевода мастерски справились со своей трудной задачей и побороли все препятствия, состоявшие, с одной стороны, в необработанности готского языка, с другой — в образности и философской глубине библейской речи. Готский перевод очень близок к оригиналу в своём линейном построении, хотя не подчиняется ему слепо. Ошибки и ложные толкования встречаются довольно редко. Исполнители готского перевода сумели воспользоваться для своего труда всем богатством и разнообразием форм готского языка и создали, таким образом, образцовую германскую прозу, лёгшую в основу дальнейшего развития готской письменности.

## Религиозные взгляды Вульфилы
Епископское служение Вульфилы начинается с 341 года. В это время императором Констанцием (умер в 361 году) вместо Никейского символа веры с термином «единосущия» были приняты Четыре догматические формулы на Антиохийском соборе в 341 году и поздняя форма арианства, согласно которой Сын не является тварным, вечен, но не единосущен Отцу, становится официальным вероучением в Византии. В 359 году на Ариминском соборе было решено не употреблять термины сущность и ипостась об Отце, Сыне и Святом Духе как неизвестные и приводящие в соблазн, поскольку их нет в Писаниях. Сократ Схоластик сообщает о том, что Вульфила до этого времени принимал исповедование Никейского символа веры.
Сохранился символ веры Вульфилы в послании Авксентия Дуросторского:

Я, Вульфила, епископ и исповедник, всегда веровал так и в такой единственной и истинной вере отхожу к Господу моему:
Символ веры
[верую] во единого Бога Отца, единственного нерожденного и невидимого, и в единородного Сына Его, Господа и Бога нашего, устроителя и создателя всего творения, не имеющего подобного Себе, ибо един есть для всех Бог Отец, Который и Бога нашего Бог, и во единого Духа Святого, силу просвещающую и освящающую, ибо говорит Христос после Воскресения апостолам Своим: «И я пошлю обетование Отца Моего на вас; вы же оставайтесь в городе Иерусалиме, доколе не облечетесь силою свыше» (Лк. 24:49), и далее: «Примете силу, когда сойдет на вас Дух Святой» (Деян. 1:8). [Верую], что [Святой Дух] не Бог и не Господь, но верный служитель Христов, не равный, но подчиненный и повинующийся во всем Сыну, а Сын подчинен и повинуется во всем своему Богу Отцу.
Оригинальный текст (лат.)Ego Ulfila episkopus et confessor, semper sic credidi et in hac fide sola et uera transitum facio ad dominum meum:

Credo

unum esse deum patrem, solum ingenitum et inuisiuilem, et in unigenitum filium eius, dominum et deum nostrum, opificem et factorem uniuerse creature, non habentem similem suum, ideo unus est omnium deus pater, qui et dei nostri est deus, et unum spiritum sanctum, uirtutem inluminantem et sanctificantem, ut ait Cristus post resurrectionem ad apostolos suos: «ecce ego mitto promissum patris mei in uobis, uos autem sedete in ciuitate[m] Hierusalem, quoadusque induamini uirtute[m] ab alto»; item et: «accipietis uirtutem superueniente[m] in uos sancto spiritu» -- nec deum nec dominum, sed ministrum Cristi fidelem, nec equalem, sed subditum et oboedientem in omnibus filio, et filium subditum et oboedientem suo in omnibus deo patri.

Вероучение Вульфилы по отношению к Сыну — это аномейство и занимает промежуточное положение между ранним учением Ария и учением омиев. Сына Вульфила не называет тварью (творением), но при этом отрицает и учение омиев — подобие Сына Отцу: «Верую во единого Бога Отца,…, не имеющего подобного Себе». Вероучение Вульфилы по отношению к Святому Духу — это учение духоборцев, при этом излагается принцип последовательного субординационизма — Дух подчиняется Сыну, а Сын Отцу: «Верую, что [Святой Дух] не Бог и не Господь, но верный служитель Христов, не равный, но подчиненный и повинующийся во всем Сыну, а Сын подчинен и повинуется во всем Своему Отцу». По мнению российского историка церкви В. Н. Самуилова, богословская система Вульфилы близка в существенных пунктах и в терминологии к богословской системе Евсевия Кесарийского.